# Aleksander Tšutšelov
Aleksander Tšutšelov (Tallinn, 1933. április 26. – 2017. január 1.) olimpiai ezüstérmes szovjet-észt vitorlázó.

## Sportpályafutása
1960-ban a római olimpián ezüstérmes lett finn dingiben. Négy év múlva a tokiói olimpián a 12. helyen végzett. 1964-ben és 1974-ben szovjet bajnok volt finn dingiben, 1975-ben Solingban.